# Cheung Wing-fat
Cheung Wing-fat (梁家仁, né le 28 février 1954), surnommé Mars, est un acteur et cascadeur hongkongais, très proche de Jackie Chan.

## Biographie
Né à Hong Kong en 1954, Cheung adopte le surnom d'« Étrange étoile de feu » après avoir été victime d'un accident de voiture le laissant avec deux cicatrices sur la tête. Alors qu'il travaille comme cascadeur sur un film en Thaïlande, on lui offre de tenir un rôle secondaire et a alors besoin d'un nom de scène. Il choisit « Mars » en se basant sur son surnom. Il devient un élève de Madame Fan Fok-wah (粉菊花, aussi appelé Fen Juhua) à l'école de théâtre de printemps et d'automne de l'opéra de Pékin. Chaque jour, il s'entraîne de 5 h à 21 h.
Il tient son premier rôle dans un film en 1966 à l'âge de 12 ans. Il enchaîne ensuite les postes de figurants puis les rôles secondaires. Lackey and the Lady Tiger (1980) est le seul film dans lequel il tient le rôle principal.
En 1979, il rejoint l'équipe de cascadeurs de Jackie Chan (en) et se consacre davantage aux cascades qu'au métier d'acteur. Ami proche de Jackie Chan, Mars travaille à ses côtés sur de nombreux films tels que La Danse du lion (1980). Il tient des rôles secondaires importants dans plusieurs succès de Chan comme Le Marin des mers de Chine, Le Marin des mers de Chine 2, Police Story et Police Story 2. Il assume également des petits rôles de méchants dans d'autres films de Chan tels que Crime Story, Combats de maître et Jackie Chan sous pression. Il joue dans la plupart des autres films de Chan sur lesquels il est aussi cascadeur.
Depuis Mister Cool (1997), il commence à utiliser son vrai nom. Il est un membre senior de l'équipe de cascadeurs de Jackie Chan et Sammo Hung.

## Filmographie
- Young and Furious (Part 1) (1966) - jeune enfant (non crédité)
- The Golden Cup, the Wandering Dragon and the Decree to Kill (1966) - jeune enfant
- The Monkey Goes West (1966) - Petit enfant démon tortue sous-marine
- The Golden Cup and the Wandering Dragon (1966) - jeune enfant (extra)
- L'Hirondelle d'or (1966) - l'un des jeunes enfants (non crédité)
- Un seul bras les tua tous (1967) - l'enfant de la rue qui se fait voler le masque
- Blue Skies (1967) - l'enfant de la troupe de danseurs (extra)
- Le Retour de l'Hirondelle d'or (1968) - le fils de Chang Shun
- The Rescue (1971) - le soldat tartare (extra)
- The Eunuch (1971) - soldat (extra) / (non crédité)
- Les Maîtres de l'épée (1972) - compagnon soldat de Shi (caméo)
- The Black Tavern (1972) - le serviteur de l'officier Hai
- The Casino (1972) - le voyou du casino (extra) (non crédité) / cascades (non crédité)
- The Hurricane (1972) - l'homme de Neng / cascades
- The Brutal Boxer (1972) - Chin / cascades
- Tough Guy (1972) - extra (non crédité)
- La Fureur de vaincre (1972) - un Japonais (non crédité) / cascades
- Fist of Unicorn (1972) - le garçon qui béguait
- Back Alley Princess (1973) - figurant (non crédité)
- Honor and Love (1973) - caméo
- Les Frères Dynamite (1973) - homme de main de Tuen dans le combat final (non crédité) / cascades (non crédité)
- Fist to Fist (1973) - figurant (non crédité)
- Opération Dragon (1973) - traître han (non crédité) / cascades (non crédité)
- The Rendezvous of Warriors (1973) - figurant (non crédité)
- The Awaken Punch (1973) - (non crédité)
- Little Tiger of Canton (1973) - caméo / cascades (as Fo Sing)
- The Bastard (1973) - homme de main de Gu (extra) / cascades
- The Rats (1973) - caméo
- Village on Fire (1973)
- The Young Tiger (1973) - voyou en colère en pantalon militaire (as Huo Hsing)
- Ambush (1973) - Lao Er des tigres de Ximen
- Village of Tigers (1974) - membre du clan Ba
- Virgins of the Seven Seas (1974) - pirate tué sur un bateau
- The Thunder Kick (1974) - (sous le nom de Fo Sing)
- The Shaolin Boxer (1974) - l'élève de Chuanb
- Supermen Against the Orient (1974) - un voyou (non crédité) / cascades
- Super Kung Fu Kid (1974) - caméo / cascades
- Village of Tigers (1974) - l'ami du héros Bao
- Bloody Ring (1974) - caméo
- The Mandarin Magician (1974) - (sous le nom de Fo Sing)
- The Skyhawk (1974) - attaquant des bois / cascades (sous le nom de Fo Sing)
- The Bod Squad (1974) - (sous le nom de Huo Shing)
- Hong Kong Superman (1975) - figurant (non crédité) / caméo / cascades
- Les Jeunes Dragons (1975) - homme de main de Lui Fu / cascades
- The Valiant Ones (1975) - pirate japonais
- The Golden Lion (1975) - Membre du gang du Lion d'or
- Bruce Lee & I (1976) - petit garçon
- La Vie fantastique de Bruce Lee (1976) - Charlie
- Mr Boo détective privé (1976) - un cambrioleur (sous le nom de Fo Sing)
- Le Sabre infernal (1976) - cascades
- Shaolin Plot (1977) - moine (sous le nom de Fo Sing)
- Last Strike (1977) - figurant (non crédité)
- Le Moine d'Acier (1977) - employé de Shu-Liu
- Broken Oath (1977) - un des gardes de Chou
- Soul Brothers of Kung Fu (1977) - caméo
- The Pilferer's Progress (1977) - un tueur à gage
- Tout pour le kung fu (1977)
- Strife for Mastery (1977) - caméo / cascades
- De la neige sur les tulipes (1977) - caméo
- Enter the Fat Dragon (1978) - combattant de la séquence onirique d'ouverture / cascades
- Strike and Sword - un voyou
- Bruce Li - The Invincible Chinatown Connection (1978) - professeur avec un masque
- Warriors Two (1978) - un des hommes du tonnerre/civil (2 rôles) / cascades
- The Legendary Strike (1978)
- Le Jeu de la mort (1978) - un voyou (figurant) (non crédité) / cascades / doublure cascade
- Iron Maiden - (sous le nom de Fo Sing)
- Dirty Tiger, Crazy Frog (1978) - partenaire aux 3 astuces / combattant du casino
- Naked Comes the Huntress (1978) - moine
- Fists and Guts (1979) - figurant (non crédité)
- La Dernière Chevalerie (1979) - un homme de Pak Chung-tong
- His Name Is Nobody (1979) - une personne au restaurant (caméo)
- The Challenger (1979) - croupier honnête (sous le nom de Fo Sing)
- Odd Couple (1979) - Patate
- Crazy Couple (1979) - figurant (non crédité) / cascades
- The Wickedness in Poverty (1979) - transporteur de déchets de toilette (caméo)
- The Incredible Kung Fu Master (1979) - un homme de Yang Wei (caméo) / cascades
- Crazy Partner (1979) - caméo
- The Dragon, the Hero (1979) - combattant vaincu (caméo) / cascades
- Le Maître intrépide (1979) - Tigre (sous le nom de Fo Sing)
- Itchy Fingers (1979) - un homme de Mr Liu / cascades (non crédité)
- Lackey and the Lady Tiger (1980) - Grand frère
- La Danse du lion (1980) - figurant (non crédité) / cascades (non crédité)
- The Legal Illegal (1981) - caméo
- Return of the Deadly Blade (1981) - l'un des frères Tun
- Le Jeu de la mort 2 (1981) - un garde dans la grotte / cascades (non crédité)
- Dragon Lord (1982) - Chin / Cowboy
- The Trail (1983) - le gros /directeur des scènes d'action / co-ordinateur des cascades
- Le Marin des mers de Chine (1983) - Mars / Mâchoire / cascades / doublure cascade de Jackie Chan / assistant directeur des scènes d'action
- Le Gagnant (1983) - voleur du porte-documents d'Archie (caméo)
- Soif de justice (1984) - figurant (non crédité) / directeur des scènes d'action/ co-ordinateur des cascades / doublure cascade de Jackie Chan
- Pom Pom (1984) - policier en moto (caméo)
- Le Retour du Chinois - co-ordinateur des scènes d'action
- Police Story (1985) - inspecteur Kim / directeur des scènes d'action/ cascades (non crédité)
- Mister Dynamite (1986) - figurant (non crédité) / cascades (non crédité) / doublure cascade de Jackie Chan (non crédité)
- Naughty Boys (1986) - Sheng
- Le Marin des mers de Chine 2 (1987) - Mars / Mâchoire / cascades / doublure cascade de Jackie Chan / directeur des scènes d'action
- Magic Story (1987) - un prêtre taoïste
- The Inspector Wears Skirts (1988) - membre de l'équipe du tigre
- Spooky, Spooky (1988) - policier
- Police Story 2 (1988) - inspecteur Kim
- Dragons Forever (1988) - cascades / doublure cascade de Benny Urquidez
- Big Brother (1989) - sergent / cascades
- The Inspector Wears Skirts 2 (1989) - Mars
- Guerres de l'ombre (1990) - Tiger (sous le nom de Fo Sing) / cascades
- Stage Door Johnny (1990) - Kuo
- The Banquet (1991) - l'homme à table (sous le nom de Sing Feng)
- Opération Condor (1991) - figurant (non crédité) / cascades (non crédité)
- Angry Ranger (1991) - figurant (non crédité) / cascades
- Double Dragon (1992) - Street Goon  (non crédité) / cascades (non crédité)
- Police Story 3: Supercop (1992) - Hsiung (non crédité) / cascades (non crédité)
- Crime Story (1993) - braqueur de banque (non crédité) / cascades
- Supercop 2 (1993) - client de la bijouterie (sous le nom de Fo Sing) / cascades (non crédité)
- Combats de maître (1994) - spectateur combattant dans la foule / voyou au combat final (2 rôles) (non crédité) / cascades (sous le nom de Fo Sing) / assistant directeur des scènes d'action
- The Wrath of Silence (1994) - Détective / directeur des scènes d'action
- Red Zone (1995) - gardien de prison avec nourriture
- Jackie Chan sous pression (1995) - un voyou de Saw (non crédité) / cascades (sous le nom de Chiang Wing-fat)
- Jackie Chan dans le Bronx (1995) - cascades (non crédité)
- How to Meet the Lucky Stars (1996) - un joueur de mah-jong / directeur des scènes d'action
- Police Story 4: Contre-attaque (1996) - cascades (non crédité) / doublure cascade de Jackie Chan (non crédité)
- Il était une fois en Chine 6 : Dr Wong en Amérique (1997) - figurant (non crédité) / cascades (sous le nom de Chiang Wing-fat)
- Mister Cool (1997) - figurant (non crédité) / cascades (sous le nom de Chiang Wing-fat) / doublure cascade de Jackie Chan / directeur des scènes d'action
- Double Team (1997) - cascades (non crédité)
- Till Death Do Us Part (1998) - un homme de Bill / cascades
- Rush Hour (1998) - un homme de Juntao à Hong Kong (non crédité) / cascades (non crédité)
- Piège à Hong Kong (1998) - cascades (non crédité) / assistant directeur des scènes d'action (non crédité)
- Jackie Chan à Hong Kong (1999) - voyou en masque de métal (non crédité) / cascades (non crédité)
- Jackie Chan : My Stunts (1999) - lui-même (équipe de cascadeurs de Jackie Chan) / cascades (non crédité)
- Moonlight Express (1999) - le détective de l'officier Tung
- No Problem (1999) - caméo / cascades
- Prostitute Killers (2000) - l'un des frères des hommes de Shark / cascades
- Rush Hour 2 (2001) - extra (non crédité) / cascades (non crédité)
- Virtues of Harmony (série TV) (2002) - Chan Wan (caméo)
- Born Wild (2001) - directeur des scènes d'action
- Inner Senses (2002) - directeur des scènes d'action
- No Problem 2 (2002) - cascades (sous le nom de Jiang Wing-Fat) / assistant directeur des scènes d'action
- Give Them a Chance (2003) - directeur des scènes d'action
- Shanghai Kid 2 (2003) - un voyou de Torch (non crédité) / cascades (non crédité)
- Le Tour du monde en quatre-vingts jours (2004) - Scorpion / cascades (non crédité)
- New Police Story (2004) - figurant (non crédité) / cascades (non crédité)
- Kung Fu Mahjong 3 - Oncle Pao / directeur des scènes d'action
- Bullet & Brain (2007) - inspecteur Wong / directeur des scènes d'action
- I Corrupt All Cops (2009) - le major à la réunion / directeur des scènes d'action
- 72 Tenants of Prosperity (2010) - directeur des scènes d'action
- The Other Truth (série TV) (2011) - Lo Yiu Fat (Episode 20-25)
- When Heaven Burns (série TV) (2011) - Leslie (caméo) (Episode 10)